# Freieslebenita
La freieslebenita és un mineral de la classe dels sulfurs. El seu nom fa honor a Johann Carl Freiesleben (1774-1846), comissionat per a la mineria de Saxònia, Alemanya, que fou qui per primer cop descrigué aquest mineral obtingut a la mina Himmelsfürst, a Erbisdorf i Braünsdorf, prop de Freiberg, devers el 1773.

## Característiques
La freieslebenita és un mineral d'argent, plom, antimoni i sofre, un sulfur amb fórmula química AgPbSbS₃. És de color gris acer fosc, la seva duresa és de 2,5 a l'escala de Mohs, i la seva lluentor és metàl·lica. La seva densitat és de 6,20 a 6,23 g/cm³, i cristal·litza en el sistema monoclínic. Forma cristalls prismàtics, normalment estriats, i inclusions en galena i d'altres minerals de plata.
Segons la classificació de Nickel-Strunz, la freieslebenita pertany a «02.JB: Sulfosals de l'arquetip PbS, derivats de la galena, amb Pb» juntament amb els següents minerals: diaforita, cosalita, marrita, cannizzarita, wittita, junoita, neyita, nordströmita, nuffieldita, proudita, weibul·lita, felbertalita, rouxelita, angelaite, cuproneyita, geocronita, jordanita, kirkiita, tsugaruita, pillaita, zinkenita, scainiita, pellouxita, chovanita, aschamalmita, bursaita, eskimoita, fizelyita, gustavita, lil·lianita, ourayita, ramdohrita, roshchinita, schirmerita, treasurita, uchucchacuaita, ustarasita, vikingita, xilingolita, heyrovskýita, andorita IV, gratonita, marrucciïta, vurroïta i arsenquatrandorita.

## Formació
La freieslebenita es troba normalment en zones hidrotermals. Una troballa important de freieslebenite es troba al districte miner de Hiendelaencina, a Espanya. També se'n troba al Nord i a Sud-amèrica, i en tota Àsia i Europa. Es troba associada generalment amb argentita, siderita, freibergita, polibasita, aramayoïta, plata, pirargirita, galena, andorita i acantita.